# Georg Grünwald
Georg Grünwald (* um 1490 in Kitzbühel; † 1530 in Kufstein; auch Georg Grüenwald) war ein deutscher Täufer, Reformator und Kirchenlieddichter.

## Leben
Georg Grünwald stammt aus Kitzbühel, wo er um 1490 geboren wurde. Das Hamburger Cronickel oder Denckbüchel sagt über ihn, er sei Prediger bei den Täufern gewesen. Hauptberuflich war er Schuhmacher.
1528 waren die Täufer in Kitzbühel, das damals zum Bistum Chiemsee gehörte, gezwungen, sich von ihrem Glauben loszusagen. Viele von denen, die bei ihrem Glauben blieben, mussten auswandern. Hierzu gehörte auch Grünwald, der sich 1529 in Lackstatt in Bayern aufhielt. Bei seiner Rückkehr nach Kitzbühel wurde er gefangen genommen. 1530 wurde er in Kufstein auf Befehl der österreichischen Regierung wegen seiner Tätigkeit als Täufer auf dem Scheiterhaufen verbrannt. Über sein Schicksal wird auch im Hutterischen Geschichtbuch berichtet.

## Kirchenlieddichter
Georg Grünwald ist Dichter des Liedes Kommt her zu mir, spricht Gottes Sohn. Der Kirchenliedforscher Philipp Wackernagel, der das Lied einige Jahrhunderte später abgedruckt hatte, nannte jedoch fälschlicherweise Hans Witzstadt von Wertheim oder Jörg Berckemeyer als Verfasser.
Paul Dorsch charakterisiert Grünwald „als mehr innerlich gerichteten Vertreter [...] der Täufergemeinden“. Motive des Liedes führt er auf einen Totentanz zurück: „Der Dichter hatte irgendwo ... einen der berühmten "Totentänze" gesehen...; und er war mächtig von dem Anblick ergriffen worden. Nun will er das auch andern wichtig machen, daß jeder "aus diesem Maien" und "an den Reihen" muß...“. Zusammenfassend meint Dorsch: „Ein von Gott begnadigter Buß- und Erweckungsprediger spricht aus dem Liede. Herzlich und gemütvoll ist seine Redeweise, aber auch erschütternd und herzbeweglich. Er will die Seelen nicht lassen, wie sie sind; er will sie aus ihrer Ruhe reißen, damit sie in Sorge kommen um ihr Heil; er will, daß sie aus dem Taumel des Sinnenlebens aufwachen zu der Frage: "Was muß ich tun, daß ich selig werde?" Von Unnüchternheit oder Schwärmerei findet sich in dem Liede keine Spur. Auch die Frage, ob Kindertaufe oder Erwachsenentaufe, wird darin gar nicht berührt...“. Nach Dorsch hat das Lied mindestens 13 Strophen.
Das Lied Kommt her zu mir, spricht Gottes Sohn findet sich in mehreren Gesangbüchern:
- Evangelisches Gesangbuch, Nr. 363, sieben Strophen
- Evangelisches Kirchengesangbuch, Nr. 245, zehn Strophen
- Mennonitisches Gesangbuch, Nr. 443, fünf Strophen